# Provinz Batangas
Koordinaten: 13° 50′ N, 121° 0′ O
Batangas ist eine Provinz der Philippinen. Sie liegt südwestlich der Hauptstadt Manila auf der Insel Luzon und ist Teil der Verwaltungsregion IV-A, CALABARZON.

## Geographie
Die Provinz liegt im Südwesten der Insel Luzon, der Insel Mindoro gegenüber. An ihrer Küstenlinie erstrecken sich lange Sandstrände am Südchinesischen Meer im Nordwesten, auf der Calatagan-Halbinsel und an der Isla-Verde-Straße im Südwesten. Im Norden und Osten liegen die Nachbarprovinzen Cavite, Quezon und Laguna. Die Topographie wird im Allgemeinen als flachwellige Landschaft beschrieben. Die höchsten Berge sind der Makulot (830 m), Talamitan (700 m), Pico de Loro (664 m), Batulao (811 m), der Manabo (830 m) und der Daguldol (672 m). Der nördlich von Batangas City gelegene Taalsee ist der drittgrößte der Philippinen, in dem See erhebt sich der 400 Meter hohe und aktive Taal-Vulkan, beide wurden 1996 zum Taal-Volcano-Nationalpark erklärt. Ein weiterer Vulkan ist der 501 Meter hohe Panay, er liegt auf der Calumpang-Halbinsel, der die Batangas-Bucht von der Balayan-Bucht trennt. In beiden Buchten befinden sich beliebte Tauchplätze. Die letzten größeren tropischen Regenwälder der Provinz liegen im 39,95 km² großen Mounts Palay-Palay-Mataas Na Gulod National Park im Nordosten der Provinz. Bekannte Inseln, die zur Provinz gehören, sind Fortune und Verde Island.

## Geschichte
Die ersten geschichtlichen Aufzeichnungen über die Region, in der Batangas liegt, sind aus chinesischen Quellen bekannt. Chinesische Kaufleute bereisten die Region bereits im ersten Jahrtausend nach Christus und trieben Handel mit den einheimischen Negritos. Zur selben Zeit wurde die Siedlung Tondo in der Bucht von Manila gegründet. Die Region wurde von den Einheimischen zuerst als Bonbon bezeichnet, eine Ableitung von dem Wort „Bongbong“, ein Teil der Bambus-Staude, mit dem Fische gejagt wurden.
Laut den Überlieferungen der einheimischen Maragtas wurde das Gebiet der Provinz im 13. Jahrhundert von Malaien aus Borneo und Panay besiedelt. Aus dieser Zeit sind mindestens zwei Anführer bekannt, Datu Balensusa und Datu Dumangsil. Während der Herrschaft des Datu Kumintang wurde eine königliche Herrschaft installiert, so dass die erste spanische Provinz zuerst den Namen Balayan de Kumintang erhielt.
Im Jahre 1570 wurde die Region von den beiden Konquistadoren Martín de Goiti und Juan de Salcedo auf ihren Weg nach Manila betreten. Sie erforschten die Gegend um den Fluss Bonbon, wo de Salcedo durch einen vergifteten Pfeil fast getötet wurde. 1578 wurde nach Unterwerfung der einheimischen Herrscher durch Fr. Esteban Ortis und Fr. Juan de Porres die Provinz Balayan de Kumintang gegründet. Sie umfasste die heutigen Provinzen Mindoro, Marinduque, den Südosten der Provinz Laguna und Teile von Camarines Norte.
Im frühen 17. Jahrhundert wurden Mindoro und Marinduque von der Provinz separiert, die Hauptstadt wurde 1732 nach Taal verlegt. Durch den Ausbruch des Vulkans Taal im Jahre 1754 wurde Taal, bekannt unter dem Namen der Stolz des südlichen Tagalog, verwüstet und die Hauptstadt nach Batangas City verlegt. Erst seit diesem Zeitpunkt wurde die Provinz nur noch Batangas genannt.
Viele der Anführer der Philippinischen Revolution (1896–1898) und des Philippinisch-Amerikanischen Krieges (1899–1902) entstammen der Provinz Batangas, so dass die Provinz in der Flagge der Philippinen einen der acht Strahlen symbolisiert.

## Bedeutende Bauten
- Basilika St. Martin von Tours, sie gilt als größter Kirchenbau Südost- und Ostasiens.

## Verwaltungsgliederung

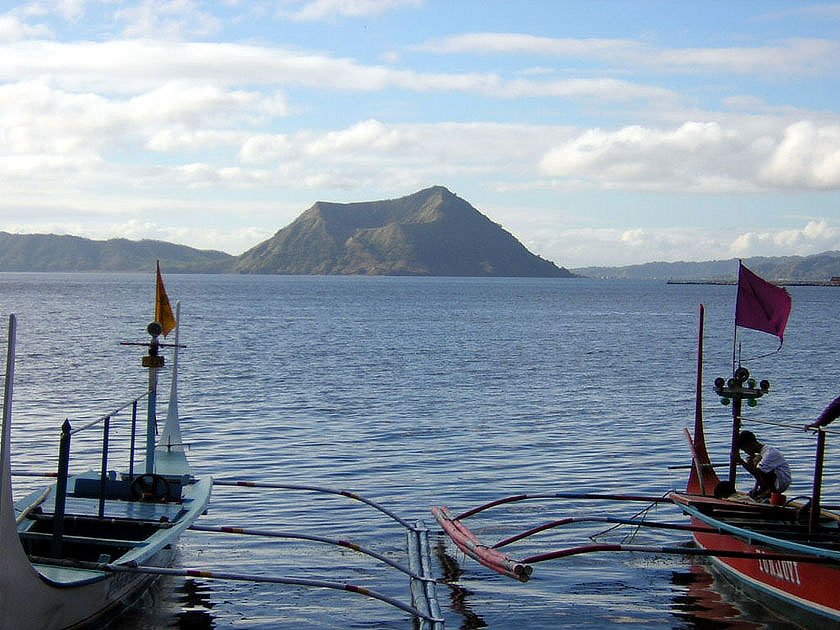
Der Taal-Vulkan

Die Provinz ist in 31 Stadtgemeinden (Municipalities) und drei Component Cities untergliedert. Für die Wahlen zum Repräsentantenhaus der Philippinen ist die Provinz in vier Wahldistrikte eingeteilt.

### Städte
- Batangas City
- Lipa City
- Tanauan City

### Stadtgemeinden
| - Agoncillo - Alitagtag - Balayan - Balete - Bauan - Calaca - Calatagan - Cuenca | - Ibaan - Laurel - Lemery - Lian - Lobo - Mabini - Malvar - Mataas na Kahoy | - Nasugbu - Padre Garcia - Rosario - San Jose - San Juan - San Luis - San Nicolas - San Pascual | - Santa Teresita - Santo Tomas - Taal - Talisay - Taysan - Tingloy - Tuy |

## Hochschulen
- Polytechnic University of the Philippines

## Persönlichkeiten
- Felipe Agoncillo war ein philippinischer Jurist und Diplomat zur Zeit der ersten philippinischen Republik und Abgeordneter der Provinz Batangas in der Philippinischen Versammlung (1907 bis 1916).
- Corazon Amurao (* 1943) ist eine ehemalige Krankenschwester in Washington, D.C. Sie kam 1966 als Austausch-Studentin nach Chicago und war noch im selben Jahr die einzige Überlebende eines Massenmordes an acht Krankenschwestern; durch ihren Auftritt vor Gericht in Peoria acanvierte Amurao zur bekanntesten Philippinin in den Vereinigten Staaten.
- Apolinario Mabini war ein philippinischer Politiker und Theoretiker und ist einer der Nationalhelden der Philippinen.
- José P. Laurel war ein philippinischer Politiker und Präsident der Philippinen.